# Mbah Surip
Mbah Surip, eigenlijk Urip Achmad Ariyanto, (Mojokerto, 6 mei 1957 - Jakarta, 4 augustus 2009) was een Indonesisch zanger.
Hij raakte in 2009 bekend met zijn single Tak Gendong ("ik zal je op mijn rug dragen"). Mbah Surip leefde oorspronkelijk in armoede en was een eenvoudig straatzanger. Hij overleed op 52-jarige leeftijd door hartfalen.
Mbah Surip was weduwnaar met 4 kinderen en 4 kleinkinderen. In een interview gaf hij aan dat hij graag naar school ging waardoor hij diploma's had voor veel vakken beroepsniveau (economie, techniek, wetenschap). Zijn hoogste graad was MBA. Met muziek en komedie was hij vertrouwd sinds zijn kindertijd, maar voordat hij besloot om zich op muziek toe te leggen werkte hij in verschillende posities bij een mijnbouwbedrijf. Hij was ook werkzaam in het boren naar olie, diamant en goud in Canada, Jordanië en de Verenigde Staten. Maar toen riep de muziek en hij keerde terug naar Jakarta en voegde zich bij kunstgezelschappen zoals Teguh Karya, Bulungan en Taman Ismail Marzuki.
Tijdens zijn shows bewoog hij altijd vrij van de ene plek naar de andere, lachte veel en zei soms woorden die geen betekenis hadden. Hij leek geen nare ervaringen te hebben, en alles te laten gaan zoals het ging. Op 4 augustus 2009 rouwde de Indonesische president Susilo Bambang Yudhoyono samen met duizenden mensen in het hele land om zijn overlijden. Op een persconferentie noemde de president hem een "down-to-earth artiest die zijn leven eraan wijdde zijn kunst te ontwikkelen op zijn eigen manier". Hij gaf aan dat mensen kunnen leren van Urips opgewekte persoonlijkheid en vroeg artiesten en regionale bestuurders een bijdrage te leveren aan zijn uitvaart.
Urips assistent Farid gaf aan dat de zanger het bewustzijn verloor na aankomst uit Jogjakarta waar hij een concert gegeven had. 

## Discografie
- Ijo Royo-Royo (1997)
- Indonesia I (1998)
- Reformasi (1998)
- Tak Gendong (2003)
- Barang Baru (2004)
- Tak Gendong (2009)